# Município de Newton (condado de Muskingum, Ohio)
O município de Newton (em inglês: Newton Township) é um município localizado no condado de Muskingum no estado estadounidense de Ohio. No ano de 2010 tinha uma população de 5.373 habitantes e uma densidade populacional de 44,42 pessoas por km².

## Geografia
O município de Newton encontra-se localizado nas coordenadas 39° 51′ 36″ N, 82° 04′ 44″ O. Segundo o Departamento do Censo dos Estados Unidos, o município tem uma superfície total de 120.96 km², da qual 120.05 km² correspondem a terra firme e (0.76%) 0.92 km² é água.

## Demografia
Segundo o censo de 2010, tinha 5.373 habitantes residindo no município de Newton. A densidade populacional era de 44,42 hab./km². Dos 5.373 habitantes, o município de Newton estava composto pelo 97.56% brancos, o 0.71% eram afroamericanos, o 0.26% eram amerindios, o 0.19% eram asiáticos, o 0.02% eram insulares do Pacífico, o 0.07% eram de outras raças e o 1.19% pertenciam a dois ou mais raças. Do total da população o 0.35% eram hispanos ou latinos de qualquer raça.